# Câu (ngữ pháp)
Câu là một đơn vị ngữ pháp gồm một hay nhiều từ có liên kết ngữ pháp với nhau. Một câu có thể bao gồm các từ được nhóm lại để thể hiện một khẳng định, nghi vấn, cảm thán, yêu cầu, mệnh lệnh, hoặc đề nghị.” 